# 墨菲的战争
《墨菲的战争》（英語：Murphy's War）是一部1971年的彩色全景戰爭片，由彼得·奧圖和沙恩·菲利普斯主演。该片由彼得·葉慈执导，根据馬克斯·卡托1969年的小说改编。影片的摄影师是道格拉斯·斯洛琴。
影片以二战期间的南美洲为背景，主要讲述了一个战争中的顽强幸存者，他一心想要向击沉他船只的德国潜艇复仇。

## 剧情
故事发生在第二次世界大战的最后日子里。爱尔兰船员墨菲是商船“凯尔山”号的唯一幸存者。该船被德国U型潜艇击沉，其他幸存者在水中都遭到机枪扫射死亡。墨菲到达岸边，发现委內瑞拉奥里诺科河上的一个传教士定居点，他在那里得到了和平主義貴格會医生海登的治疗。
当墨菲发现U型潜艇躲在河流上游更远的丛林掩护下时，他执着地策划着将其击沉。他首先考虑了“凯尔山”号遗留下来的水上飞机。这架水上飞机的飞行员在病床上被U型潜艇艇长射杀，以保守潜艇位置的秘密，以及射杀水中的幸存者所犯下的战争罪行。
墨菲学着在波涛汹涌的河水上驾驶飞机，在不断的错误中学会了如何操纵控制装置。他很快就找到了U型潜艇的藏身之处，并用自制的燃烧瓶对其进行轰炸，但他的努力失败了，定居点也遭到德军报复被摧毁。后来，传来了德国投降的消息，但墨菲痴迷于复仇，计划用友好的法国人路易斯拥有的水上浮式起重机撞毁U型潜艇。当U型潜艇从他身下潜入时，这一尝试也失败了。然而，被淹没的U型潜艇被卷入了一个泥滩。墨菲用起重机回收了U型潜艇之前发射的一枚未爆炸的魚雷，并把它扔到被困的潜艇上，终于杀死了他们。但是，鱼雷的爆炸导致起重机的悬臂将墨菲压在甲板上，墨菲动弹不得，最终随着起重机沉入河床。

## 演员表
- 彼得·奧圖 饰 墨菲
- 沙恩·菲利普斯 饰 海登医生
- 菲利浦·诺瓦雷 饰 路易斯·布雷宗
- 霍斯特·詹森（英语：Horst Janson (actor)） 饰 勞赫斯指揮官，德军潛艇艦長
- 約翰·哈勒姆（英语：John Hallam） 饰 埃利斯中尉，“凯尔山”号商船水上飛機飛行員
- 英戈·莫根多夫（英语：Ingo Mogendorf） 饰 沃格特中尉，潛艇執行官
- 哈里·菲爾德（英语：Harry Fielder） 饰 德军潛艇兵
- 喬治·羅比塞克（英语：George Roubicek） 饰 U艇船員

### 书目
- Deeley, Michael. Blade Runners, Deer Hunters and Blowing the Bloody Doors Off: My Life in Cult Movies. New York: Pegasus Books, 2011. ISBN 978-1-60598-136-9.
- Freedland, Michael. Peter O'Toole: A Biography. New York: St. Martin's Press, 1985. ISBN 978-0-31260-362-5.
- Wapshott, Nicholas. Peter O'Toole: A Biography. New York: Beaufort Books, 1984. ISBN 978-0-8253-0196-4.